# 布里坦尼亞山
布里坦尼亞山（英語：Mount Britannia），是南極洲的山峰，位於葛拉漢地西岸的丹科海岸，處於龍格島中部，海拔高度1,160米，由比利時探險隊繪入地圖，現時由南極條約體系管理。